# Kamilla Wassiljewna Trewer

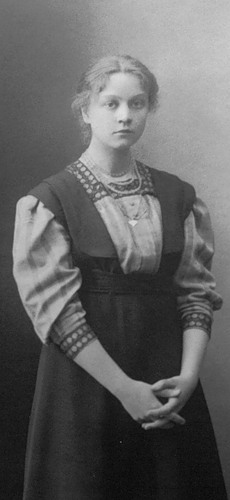
Kamilla Wassiljewna Trewer

Kamilla Wassiljewna Trewer (russisch Камилла Васильевна Тревер; * 13. Januarjul. / 25. Januar 1892greg. in St. Petersburg; † 11. November 1974 in Leningrad) war eine russisch-sowjetische Historikerin, Orientalistin und Hochschullehrerin.

## Leben
Trewer besuchte 1902–1907 die deutsche Petrischule in St. Petersburg, die sie mit einer Goldmedaille abschloss. Anschließend studierte sie in der Abteilung für Geschichte und Sprache des St. Petersburger Frauen-Pädagogik-Instituts mit Abschluss 1912. Darauf unterrichtete sie am Konstantin-Mädchengymnasium, gab Privatstunden und nahm als Gasthörerin an Kursen für Geschichte und Archäologie in der Abteilung für Geschichte der Bestuschewskije kursy für Frauen teil. Sie studierte dort bis 1914 bei Iwan Michailowitsch Greaves und Tadeusz Stefan Zieliński, die nicht nur Vorlesungen hielten, sondern mit ihren Studenten auf die Krim, nach Buchara und anderen historisch bedeutenden Orten reisten. Sie nahm an Reisen der Bestuschewski-Studentinnen nach Italien (1912) und Griechenland (1914) teil. Ab 1913 arbeitete Trewer bereits in der Kaiserlichen Archäologischen Kommission und untersuchte und beschrieb die Altertümer in Olbia. 1914 legte sie als Externe das Staatsexamen für den Kurs der Fakultät für Geschichte und Philologie der Universität St. Petersburg ab. Im selben Jahr organisierte sie mit sechs Kommilitoninnen der Bestuschewskije kursy, darunter die künftige Leiterin Stefanida Dmitrijewna Rudnewa, die Tanzgruppe Heptachor, die in russischen Städten auftrat und 1927 den Status eines staatlichen Studios mit Eigenfinanzierung erhielt.
Als nach der Oktoberrevolution aus der Kaiserlichen Archäologischen Kommission 1919 die Russische Akademie für Geschichte und materielle Kultur entstand, war Trewer dort Assistentin. Im selben Jahr begann sie ihre Arbeit in der Eremitage und war bis 1926 Kustodin des Stroganow-Palais, das eine Filiale der Eremitage war.
1922 begann Trewer sich mit der Geschichte und Kunst des Orients zu beschäftigen und hörte Vorlesungen von Wassili Wladimirowitsch Bartold, Joseph Orbeli, Sergei Fjodorowitsch Oldenburg und Alexander Arnoldowitsch Freiman. Sie wurde 1926 Dozentin am Lehrstuhl für Iranistik der Universität Leningrad (LGU) und 1928 Assistentin Joseph Orbelis bei der Umwandlung der Orient-Abteilung der Eremitage in ein bedeutendes wissenschaftliches Zentrum der Orientalistik. Sie wurde ohne Verteidigung einer Dissertation 1938 zur Kandidatin und im Februar 1939 zur Doktorin der Geschichtswissenschaften promoviert. 1939 wurde sie Professorin an der Fakultät für Orientalistik der LGU.
Während der Leningrader Blockade im Deutsch-Sowjetischen Krieg war Trewer evakuiert und arbeitete in Taschkent zunächst im Institut für Sprachen, Literatur und Kunst und dann 1941–1943 in der Usbekischen Filiale der Akademie der Wissenschaften der UdSSR (AN-SSSR, seit 1991 Russische Akademie der Wissenschaften (RAN)). 1943 wurde sie zum Korrespondierenden Mitglied der AN-SSSR gewählt. Darauf wechselte sie zum Institut für Geschichte der Akademie der Wissenschaften der Armenischen Sozialistischen Sowjetrepublik in Jerewan (1943–1945). Nach Kriegsende kehrte sie nach Leningrad in die Russische Akademie für Geschichte und materielle Kultur zurück, die inzwischen die Leningrader Abteilung des Instituts für Geschichte und materielle Kultur der AN SSSR geworden war.
Trewers Forschungsschwerpunkte waren die Geschichte und Kunst des Kaukasus, Zentralasiens und des Irans. Sie untersuchte die Interaktion der hellenistischen und orientalischen Kulturen. Sie stellte fest, dass nach der Eroberung Baktriens durch Alexander den Großen dort eine eigenständige Kultur entstanden war, die lokale und griechische Elemente kombinierte.
Trewers ältere Schwester Ilsa Wassiljewna (1891–1955) war Kunstwissenschaftlerin und Dichterin, und ihre jüngere Schwester Nina Wassiljewna (1898–nach 1942) war ebenfalls Kunstwissenschaftlerin.

## Ehrungen
- Iranischer Orden für wissenschaftliche Verdienste (1935)
- Verdiente Wissenschaftlerin der Usbekischen Sozialistischen Sowjetrepublik (1943)[2]
- Ehrenzeichen der Sowjetunion (1945)
- Ehrenurkunde des Obersten Sowjets der RSFSR (1956)
- Leninorden (1956)